# ویلیام لئونگ کوان پیو
ویلیام لئونگ کوان پیوانگلیسی: William Leong Kuan Pui؛ زاده یک لوتریانیسم کشیش اهل ماکائو و هنگ کنگ
است.